# Rana japonica
Rana japonica är en groddjursart som beskrevs av George Albert Boulenger 1879. Rana japonica ingår i släktet Rana, och familjen egentliga grodor. IUCN kategoriserar arten globalt som livskraftig. Inga underarter finns listade.